# تیم ملی فوتبال هلند
تیم ملی فوتبال هلند( به هلندی: Nederlands voetbalelftal یا به اختصار Het Nederlands elftal) از سال ۱۹۰۵ نماینده فوتبال هلند در مسابقات ملی است که توسط اتحادیه فوتبال سلطنتی هلند اداره می‌شود و یکی از اعضای کنفدراسیون فوتبال اروپا است. در برخی موارد، آن‌ها به عنوان یکی از بهترین تیم‌های ملی در نسل‌های مختلف در نظر گرفته می‌شوند. این تیم، بیشتر مسابقات خانگی خود را در ورزشگاه‌های یوهان کرایف، دکویپ، فیلیپس استادیوم و د خولش وسته میزبانی می‌کند.
هلند در یازده دورهٔ مسابقات جام جهانی فوتبال حضور داشته‌است و سه بار به فینال این رقابت‌ها( در سال‌های ۱۹۷۴، ۱۹۷۸ و ۲۰۱۰) رسیده‌است که در هر سه دوره نایب قهرمان شدند. آنها همچنین در ده دورهٔ جام ملت‌های اروپا حضور داشته‌اند که در مسابقات ۱۹۸۸ آلمان غربی قهرمان شدند. علاوه بر این، این تیم در مسابقات فوتبال المپیک در سال‌های ۱۹۰۸، ۱۹۱۲ و ۱۹۲۰ مدال برنز کسب کرد. هلند رقابت فوتبالی دیرینه‌ای با همسایگانش بلژیک و آلمان دارد.
آنها اغلب به عنوان یکی از بهترین تیمی‌هایی یاد می‌شوند که هرگز قهرمان جام جهانی نشده‌اند.

## تاریخچه

### ۱۹۰۵–۱۹۶۹

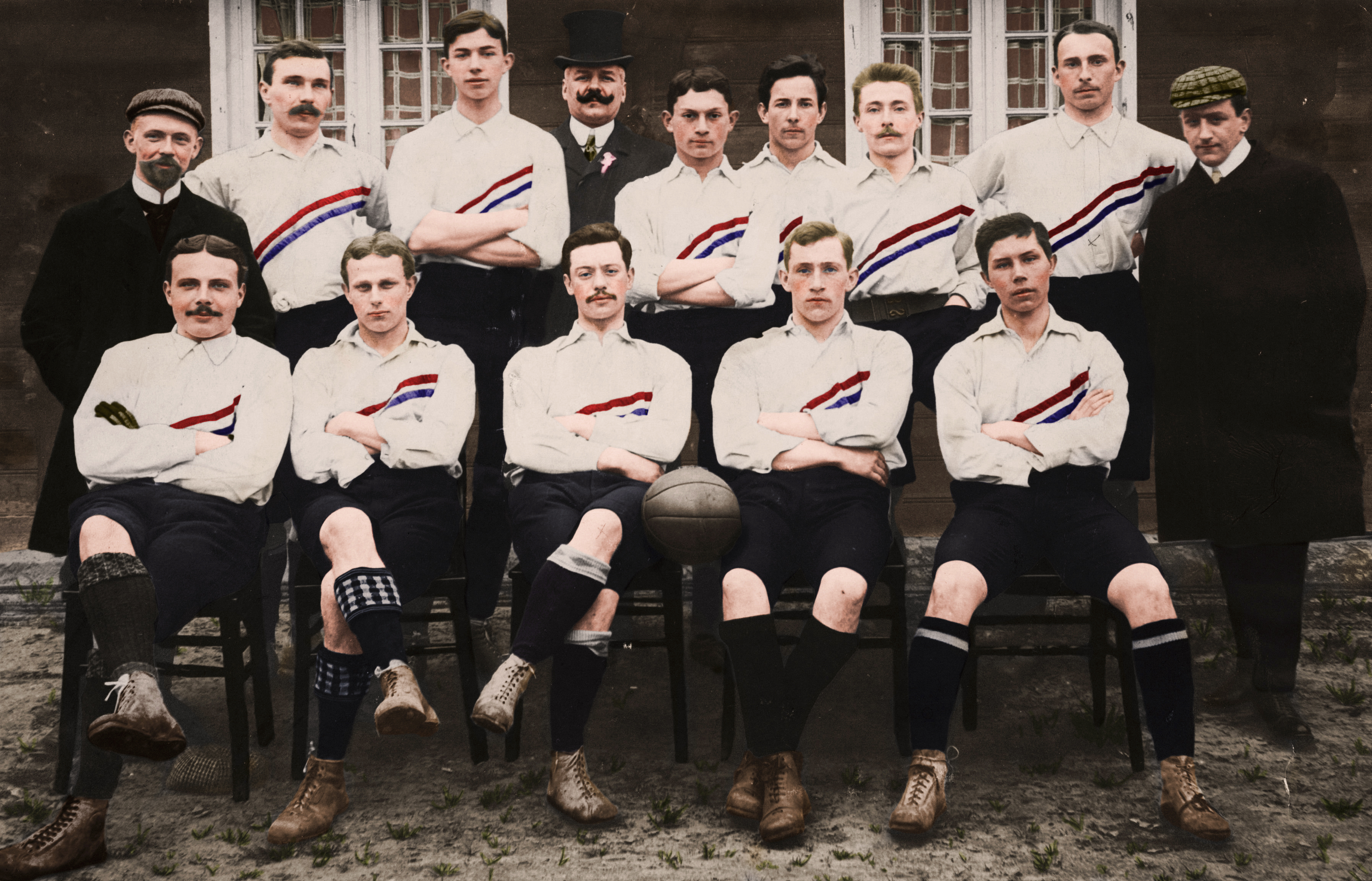
هلند در سال ۱۹۰۵

هلند اولین بازی بین‌المللی خود را در آنتورپ مقابل تیم ملی فوتبال بلژیک در ۳۰ آوریل ۱۹۰۵ انجام داد. بازیکنان توسط یک کمیسیون پنج نفره از اتحادیه فوتبال هلند انتخاب شدند. پس از ۹۰ دقیقه، نتیجه ۱–۱ شد. از آنجایی که مسابقه برای کوپه ون ابیل بود، به وقت اضافه رفت، که طی آن ادی د نوو سه بار گل زد و نتیجه ۴–۱ برای هلند شد. برخی از مورخان یکی از گل‌های زده شده را به ویلم هسلینک نسبت می‌دهند.
در سال ۱۹۰۸، هلند در اولین حضور رسمی خود در فوتبال در بازی‌های المپیک تابستانی ۱۹۰۸ شرکت کرد. آنها پس از باخت به تیم فوتبال المپیک بریتانیای کبیر در نیمه نهایی، قبل از شکست سوئد در مسابقه مدال برنز ۲–۰، مدال برنز دریافت کردند. در بازی‌های المپیک ۱۹۱۲ و ۱۹۲۰، هلندی‌ها با شکست مقابل دانمارک و بلژیک در مسابقات مربوطه، با مدال برنز به پایان رسیدند.
هلندی‌ها در فوتبال در بازی‌های المپیک تابستانی ۱۹۲۴ پاریس پس از پیروزی مقابل رومانی و ایرلند به نیمه نهایی رسیدند. در نیمه نهایی، آنها یک گل برتری را که کیس پیجل به ثمر رساند، واگذار کردند و ۲–۱ مقابل اروگوئه شکست خوردند و برای چهارمین بار به پلی آف مقام سوم سقوط کردند، در یک بازی مجدد به سوئد باختند.
پس از حذف در دور اول در فوتبال در بازی‌های المپیک تابستانی ۱۹۲۸ در زمین چمن خانگی، اولین جام جهانی را در سال ۱۹۳۰ به دلیل هزینه سفر از اروپا به آمریکای جنوبی حذف کردند. این تیم اولین حضور خود را در جام جهانی فوتبال در سال ۱۹۳۴ انجام داد و در آنجا به مصاف سوئیس رفت. کیک اسمیت اولین گلزن هلند در جام جهانی بود. این تیم در دور اول توسط سوئیس ۳–۲ حذف شد. حضور دوم در جام جهانی فوتبال ۱۹۳۸ منجر به حذف دور اول مقابل چکسلواکی شد.
پس از جنگ جهانی دوم، هلندی‌ها فقط برای دو تورنمنت بین‌المللی قبل از دهه ۱۹۷۰ واجد شرایط شدند: فوتبال در بازی‌های المپیک تابستانی ۱۹۴۸ در بریتانیا و فوتبال در بازی‌های المپیک تابستانی ۱۹۵۲ در فنلاند. آنها زودهنگام حذف شدند و به میزبان در سال ۱۹۴۸ و برزیل در سال ۱۹۵۲ شکست خوردند.

### توتال فوتبال در دهه ۱۹۷۰ و اولین نسل‌های طلایی
در طول دهه ۱۹۷۰، فوتبال کامل (به هلندی: Totaalvoetbal) با پیشگامی آژاکس و هدایت بازیساز یوهان کرایف و سرمربی تیم ملی، رینوس میشل، اختراع شد. هلندی‌ها گام‌های مهمی برداشتند و در این دهه به دو فینال جام جهانی راه یافتند. کارلوس آلبرتو، کاپیتان تیم برزیل که قهرمان جام جهانی فوتبال ۱۹۷۰ شد، گفت:«تنها تیمی که من دیدم که کارها را متفاوت انجام داد، هلند در جام جهانی فوتبال ۱۹۷۴ آلمان بود. از آن زمان همه چیز به نظر من کم و بیش یکسان است. … سبک بازی «چرخ فلک» آنها برای تماشای شگفت‌انگیز و برای بازی شگفت‌انگیز بود.»
در سال ۱۹۷۴، هلند در مرحله گروهی دوم برزیل و آرژانتین را شکست داد و برای اولین بار در تاریخ خود به فینال رسید. با این حال، آنها در فینال مونیخ به آلمان غربی باختند، علیرغم اینکه قبل از اینکه یک آلمانی حتی توپ را لمس کند، با ضربه پنالتی اولیه یوهان نیکنز با نتیجه ۱–۰ پیش رفتند. با این حال، پنالتی تبدیل شده توسط پائول برایتنر و برنده از گرد مولر، منجر به پیروزی برای آلمانی‌ها شد.

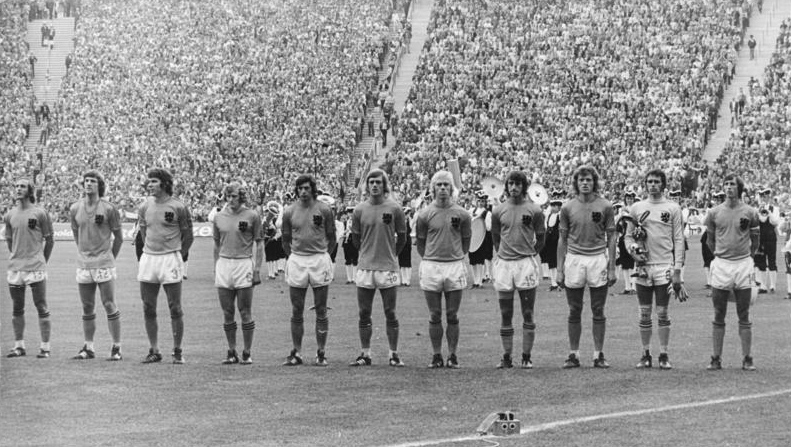
تیم هلند قبل از باخت ۱–۲ مقابل آلمان غربی در فینال جام جهانی فوتبال ۱۹۷۴

جام ملت‌های اروپا ۱۹۷۶ هلند پس از شکست بلژیک در مرحله یک چهارم نهایی، برای اولین بار در جام ملت‌های اروپا راه یافت. آنها در نیمه نهایی توسط چکسلواکی برابر شدند که کرایف و ون هانگم را در فاصله بازوهای یک بازیکن دیگر نگه داشت زیرا آنها هلندی‌ها را در وقت اضافه شکست دادند. هلندی‌ها پس از شکست میزبان (یوگسلاوی) در وقت اضافه در جایگاه سوم قرار گرفتند.
در سال ۱۹۷۸ هلند به جام جهانی آرژانتین راه یافت. تیم یوهان کرایف را به دلیل تلاش برای آدم‌ربایی و ویلم فن هنگم گم کرده بود. اما تیم هنوز بازیکنانی مانند یان یونگلوئد، ویم سوربیر و رود کرول از جام جهانی قبلی داشت. پس از نایب قهرمانی در گروه ۴ پس از پرو، آنها در برابر اتریش و ایتالیا پیروز شدند تا با آرژانتین فینال شوند. پس از یک شروع بحث‌برانگیز، در حالی که آرژانتین گچ بر روی مچ رنی فن ده کرکوف را زیر سؤال برد، مسابقه به وقت اضافه کشیده شد که هلندی‌ها پس از دو گل وقت اضافه ماریو کمپس و دنیل برتونی، ۳–۱ شکست خوردند.

### ناکامی مقابل قهرمان اروپا
جام ملت‌های اروپا ۱۹۸۰ آخرین تورنمنتی بود که تیم توتال فوتبال به آن راه یافت. با وجود گسترش فرمت مسابقات در آن سال، آنها از مرحله گروهی عبور نکردند زیرا با تفاضل گل پشت سر چکسلواکی به پایان رسیدند.
کهنه سربازانی مانند کرول و رنسنبرینک بلافاصله پس از آن بازنشسته شدند و تیم هلند به نقطه پایینی در تاریخ خود رسید: آنها جام جهانی فوتبال ۱۹۸۲ اسپانیا، جام ملت‌های اروپا ۱۹۸۴ فرانسه و جام جهانی فوتبال ۱۹۸۶ مکزیک را از دست دادند. آنها در راهیابی به یورو ۱۹۸۴ به دلیل گل‌هایی که اسپانیا در بازی آخر مقابل مالت دوازده گل زد، شکست خوردند. از آنجایی که هر دو تیم تفاضل گل یکسانی داشتند (۱۶+)، اسپانیا با زدن دو گل بیشتر از هلندی‌ها، جواز کسب امتیاز را کسب کرد. در طول مرحله مقدماتی جام جهانی ۱۹۸۶، هلندی‌ها در رده دوم قرار گرفتند و در برابر بلژیک به پلی آف راه یافتند. پس از باخت ۱–۰ بازی اول در بروکسل، آنها در چند دقیقه مانده به روتردام با نتیجه ۲–۰ پیش افتادند. اما ضربه سر گئورگس خرون در دقیقه ۸۴ منجر به حذف هلند شد زیرا بلژیک با قانون گل زده در خانه حریف به جام جهانی صعود کرد.

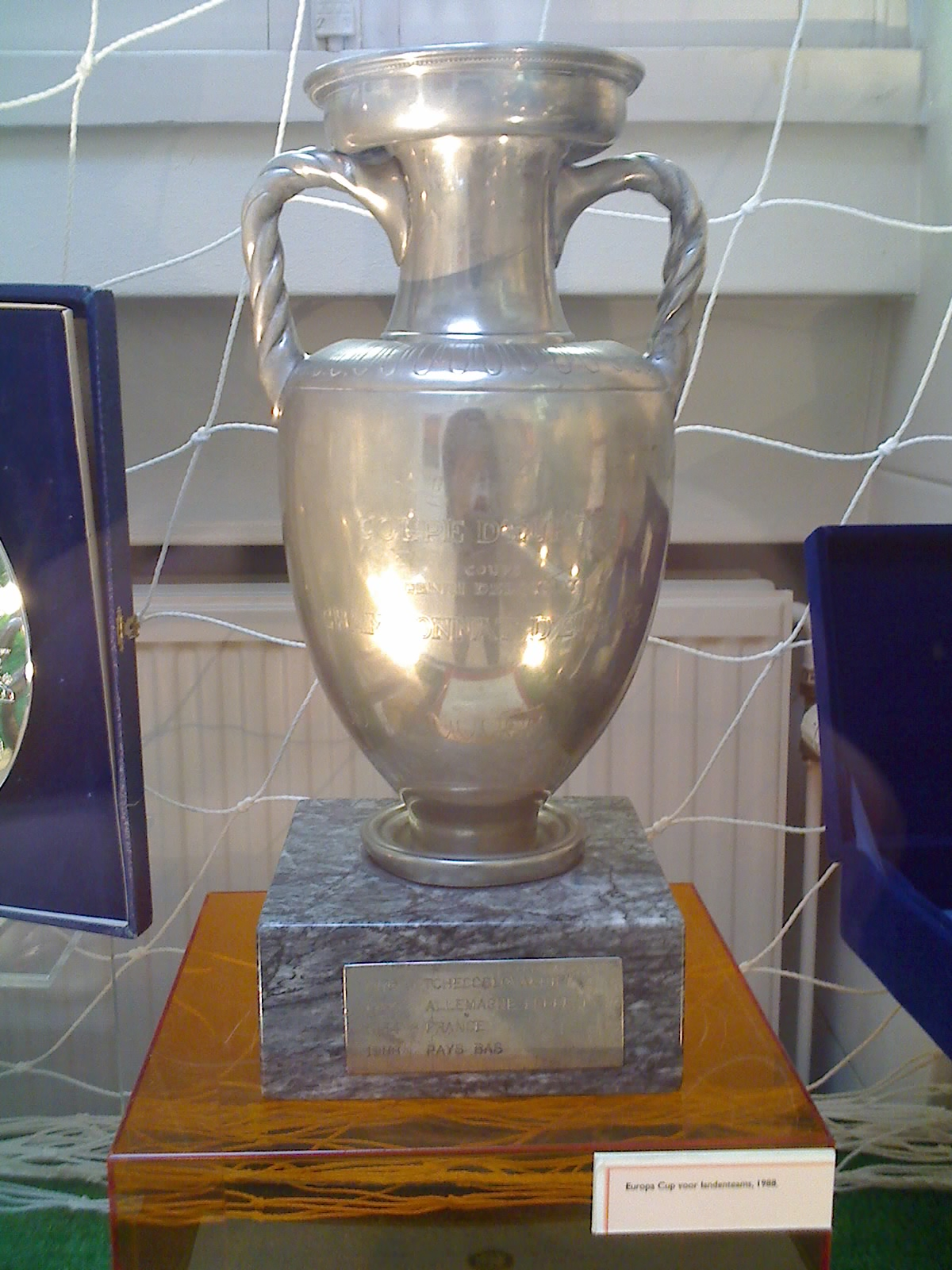
جایزه ۱۹۸۸ در آمستردام به نمایش گذاشته شد

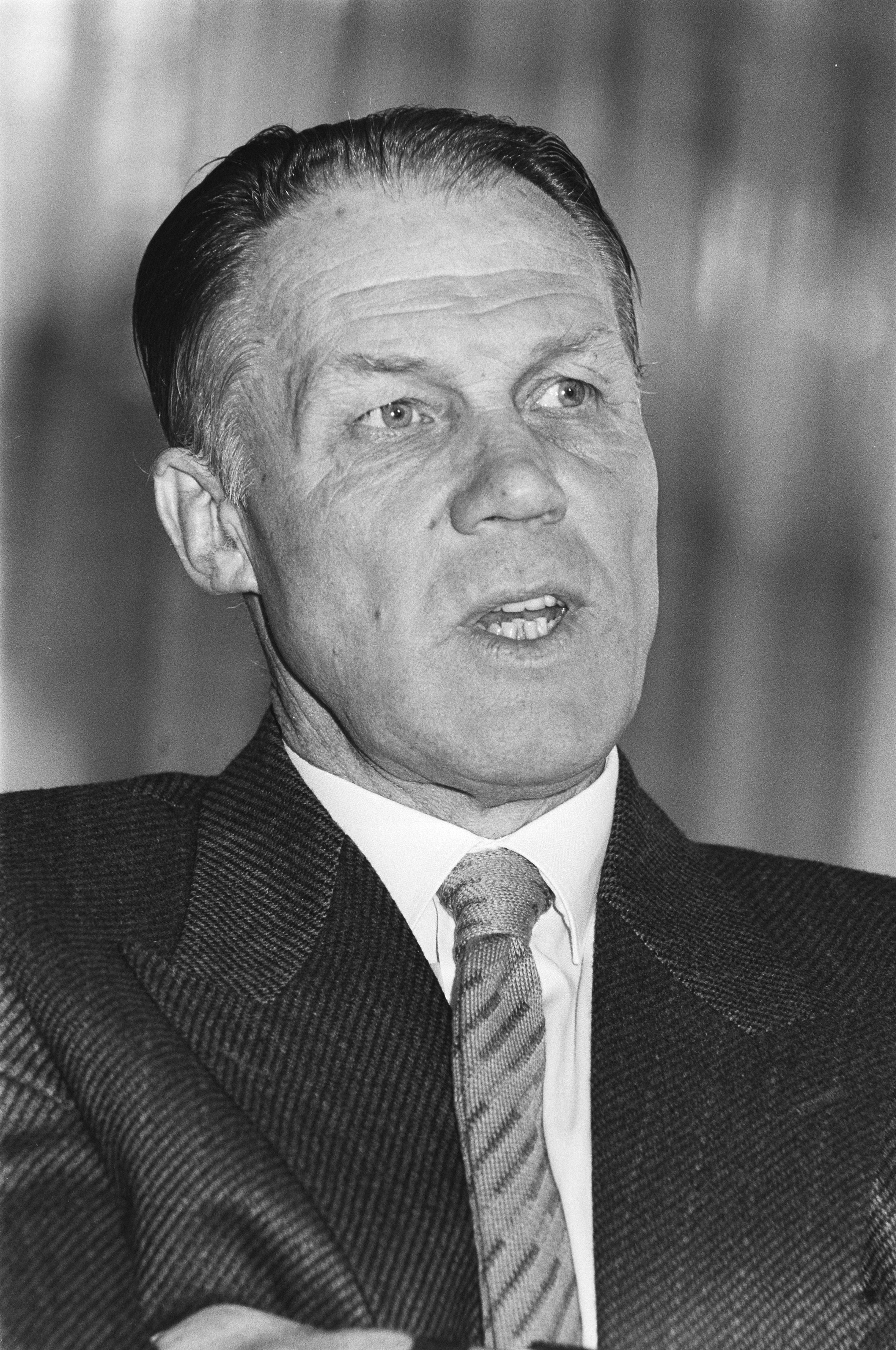
رینوس میشل

رینوس میشلز به همراه دستیار فنی خود، نول دی رویتر، برای مربیگری تیم در جام ملت‌های اروپا ۱۹۸۸ در آلمان غربی بازگشت. هلند پس از شکست در اولین بازی گروهی مقابل شوروی (۱–۰)، با شکست ۳–۱ انگلستان (با هت تریک مارکو فان باستن، بهترین گلزن مسابقات) و جمهوری ایرلند (۱–۰). برای بسیاری از هواداران فوتبال هلند، مهمترین بازی در این مسابقات، بازی نیمه نهایی مقابل آلمان غربی، کشور میزبان بود که به عنوان انتقام فینال جام جهانی ۱۹۷۴ (همچنین در آلمان غربی) در نظر گرفته شد. فن باستن در دقیقه ۸۹ گلزنی کرد تا تیم آلمانی غرق شود. هلند با پیروزی مقابل اتحاد جماهیر شوروی با ضربه سر رود گولیت و ضربه والی فان باستن در فینال پیروز شد. این اولین پیروزی تیم ملی در مسابقات بزرگ بود.
هلند یکی از برگزیدگان جام جهانی فوتبال ۱۹۹۰ در ایتالیا بود تا اینکه جیس لیبرگتس توسط جیس لیبرگتس در اواخر مدیریت جایگزین شد. پس از این، هلندی‌ها تنها دو گل در مرحله گروهی به ثمر رساندند که در آن انگلیس، مصر و جمهوری ایرلند حضور داشتند. پس از پایان مرحله گروهی با رکوردهای یکسان، هلند و جمهوری ایرلند برای تعیین اینکه کدام تیم دوم می‌شود، قرعه کشی کردند. هلند تساوی سخت تری را مقابل آلمان غربی داشت، در حالی که جمهوری ایرلند رومانی را گرفت. بازی مقابل آلمان غربی بیشتر به خاطر حادثه تف کردن فرانک ریکارد و رودی فولر به یاد می‌آید که هلند ۲–۱ شکست خورد.
این تیم در جام ملت‌های اروپا ۱۹۹۲ در سوئد به نیمه نهایی رسید که به خاطر ظهور دنیس برکمپ مورد توجه قرار گرفت. آنها توسط دانمارک قهرمان احتمالی حذف شدند، اما وقتی پیتر اشمایکل ضربه فان باستن را در ضربات پنالتی مهار کرد. این آخرین تورنمنت بزرگ فان باستن بود. مدت کوتاهی پس از آن، او از ناحیه مچ پا آسیب دید و سرانجام در ۳۰ سالگی در سال ۱۹۹۵ بازنشسته شد.
دیک ادووکات با این درک که سال بعد یوهان کرایف جایگزین او خواهد شد، مسئولیت را از میشلز گرفت. اما پس از شکست مذاکرات بین کرایف و اتحادیه فوتبال سلطنتی هلند، ادووکات به عنوان سرپرست تیم ملی برای جام جهانی باقی ماند. در جام جهانی فوتبال ۱۹۹۴ ایالات متحده، در غیاب فان باستن مصدوم و رود گولیت، دنیس برگکمپ با سه گل تیم را رهبری کرد و هلند به مرحله یک چهارم نهایی صعود کرد و در آنجا با نتیجه ۳–۲ از برزیل شکست خورد.

### نسل دوم طلایی: ۱۹۹۶–۲۰۱۴
آنها پس از کسب مقام دوم در گروه خود در جام ملت‌های اروپا ۱۹۹۶، در مرحله یک چهارم نهایی به مصاف فرانسه رفتند. با نتیجه صفر بازی به ضربات پنالتی کشیده شد. شوت کلارنس سیدورف در دور چهارم توسط دروازه‌بان فرانسوی برنارد لاما متوقف شد، اما گل لوران بلان هلند را حذف کرد. پس از اینکه آنها در گروه مقدماتی قرار گرفتند، در گروه E جام جهانی فوتبال ۱۹۹۸ قرار گرفتند. تیم هلندی با حضور دنیس برگکمپ، مارک اورمارس، فیلیپ کوکو، ادگار داویدس، فرانک دی بوئر، رونالد دی بوئر و کلایورت به نیمه‌نهایی رسید و دوباره در ضربات پنالتی شکست خورد، این بار به برزیل. عقب افتادن در اوایل نیمه دوم قبل از گل دقیقه ۸۷ توسط پاتریک کلایورت به هواداران هلندی امیدوار شد، آنها ۴–۲ در ضربات پنالتی شکست خوردند و سپس پلی آف مقام سوم را به کرواسی باختند. بلافاصله پس از آن، مدیر گاس هیدینک استعفا داد و فرانک رایکارد جایگزین او شد. هلند به همراه بلژیک میزبان جام ملت‌های اروپا ۲۰۰۰ بود و در هر سه بازی در مرحله گروهی پیروز شد و سپس یوگسلاوی را ۶–۱ در یک چهارم نهایی شکست داد. در نیمه نهایی، فرانچسکو تولدو، دروازه‌بان ایتالیایی، دو ضربه پنالتی را مهار کرد تا هلند را حذف کند. این تیم پس از باخت‌های مهم مقابل پرتغال و جمهوری ایرلند، نتوانست به جام جهانی فوتبال ۲۰۰۲ واجد شرایط باشد، که باعث شد، لوئی فان خال، مدیر باشگاه استعفا دهد.

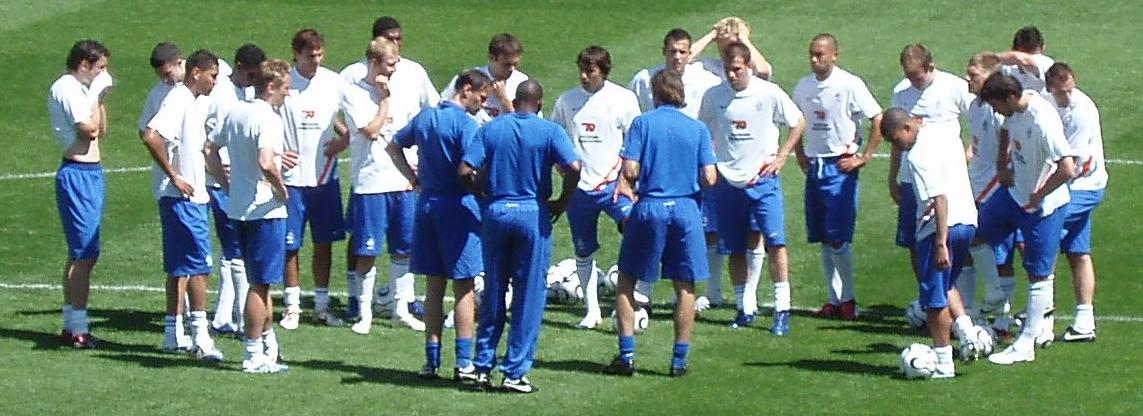
هلند در جام جهانی فوتبال ۲۰۰۶

دیک ادووکات در ژانویه ۲۰۰۲ برای دومین بار مربی ملی هلند شد. اولین بازی او تساوی ۱–۱ مقابل انگلیس در روتردام بود. تیم ملی در گروه مقدماتی جام ملت‌های اروپا ۲۰۰۴ به مقام دوم دست یافت. پس از باخت به جمهوری چک، مجبور به بازی در پلی آف شدند، آنها اسکاتلند را با پیروزی ۶–۰ در بازی دوم شکست دادند تا برای مسابقات ۲۰۰۴ واجد شرایط شوند. در این مسابقات هلندی‌ها به نیمه نهایی رسیدند و در پرتغال به میزبان شکست خوردند. انتقادات شدید از عملکرد او در تیم ملی باعث شد که ادووکات کناره‌گیری کند.
هلند با سرمربی جدید مارکو فان باستن به جام جهانی فوتبال ۲۰۰۶ راه یافت. آنها در دور دوم پس از باخت ۱–۰ مقابل پرتغال حذف شدند. این مسابقه ۱۶ کارت زرد داشت که با رکورد جام جهانی برای بیشترین احتیاط در یک بازی در سال ۲۰۰۲ مطابقت داشت و رکورد جدیدی در جام جهانی با چهار کارت قرمز، دو کارت در هر طرف، ثبت کرد. آن را «نبرد نورنبرگ» نامیدند توسط مطبوعات. علیرغم انتقادات پیرامون سیاست انتخابی او و عدم وجود فوتبال هجومی از سوی تیمش، فان باستن با پیشنهاد اتحادیه فوتبال سلطنتی هلند برای دو سال قراردادش را تمدید کرد. این به او اجازه داد تا به عنوان مربی ملی در جام ملت‌های اروپا ۲۰۰۸ و جام جهانی فوتبال ۲۰۱۰ خدمت کند. هلند به یورو ۲۰۰۸ راه یافت، جایی که آنها در «گروه مرگ» همراه با فرانسه، ایتالیا و رومانی قرار گرفتند. آنها با پیروزی ۳–۰ مقابل ایتالیای قهرمان جهان در برن شروع کردند که اولین پیروزی آنها بر ایتالیایی‌ها از سال ۱۹۷۸ بود. آنها سپس فرانسه را با نتیجه ۴–۱ شکست دادند و به دور دوم راه یافتند و پس از شکست دادن با ۹ امتیاز در گروه پیروز شدند. رومانی ۲–۰ با (عمدتا) بازیکنان ذخیره خود. با این حال، آنها سپس در مرحله یک چهارم نهایی به گاس هیدینک روسیه با نتیجه ۳–۱ شکست خوردند، و رود فن نیستلروی گل تساوی دقیقه ۸۶ را به ثمر رساند تا وقت اضافه را مجبور کند، جایی که روس‌ها دو گل به ثمر رساندند. پس از مسابقات، فان باستن با پذیرفتن نقش در آژاکس استعفا داد.

#### جام جهانی ۲۰۱۰
برت فان مارویک، سرمربی جدید هلندی‌ها در رقابت‌های مقدماتی جام جهانی ۲۰۱۰ رکورد ۱۰۰ درصدی را برای راهیابی به جام جهانی به دست آوردند. پس از اینکه آنها به راحتی با حداکثر امتیاز در گروه E و اسلواکی در مرحله یک‌هشتم نهایی جواز کسب کردند، در یک چهارم نهایی به مصاف برزیل رفتند. پس از عقب افتادن ۱–۰ در نیمه دوم، وسلی اسنایدر دو گل در نیمه دوم به ثمر رساند تا تیم به نیمه نهایی برسد، جایی که آنها تیم ملی فوتبال اروگوئه را ۳–۲ شکست دادند. آنها به اولین فینال جام جهانی خود از سال ۱۹۷۸ پیش رفتند اما پس از گلزنی آندرس اینیستا در وقت اضافه، ۱–۰ به اسپانیا سقوط کردند. از آگوست تا سپتامبر ۲۰۱۱، این تیم در رده‌بندی جهانی فیفا رتبه یک را به خود اختصاص داد، و تبدیل به دومین تیم ملی فوتبال پس از اسپانیا شد که بدون قهرمانی در جام جهانی، در صدر رده‌بندی قرار گرفت.

#### جام ملت‌های اروپا ۲۰۱۲
برای جام ملت‌های اروپا ۲۰۱۲، هلند در گروه B با آلمان، پرتغال و دانمارک قرار گرفت. هلند در هر سه بازی خود شکست خورد. یوهان کرایف، اسطوره فوتبال هلندی، از بازیکنان ستاره تیم به خاطر بازی ضعیف و اجرای شلخته پاس‌های آسان انتقاد کرد. مدیر برت ون مارویک پس از ناامیدی استعفا داد.

#### جام جهانی ۲۰۱۴
لوئیس فن خال برای دومین بار سرمربی شد. در مرحله مقدماتی جام جهانی فوتبال ۲۰۱۴ (اروپا)، هلند ۹ بازی را برد و یک تساوی کسب کرد و در صدر گروه قرار گرفت و به‌طور خودکار جواز حضور یافت. آنها در گروه B در کنار اسپانیا، شیلی و استرالیا قرار گرفتند. این تیم انتقام شکست سال ۲۰۱۰ خود را با شکست دادن دارنده عنوان قهرمانی اسپانیا با نتیجه ۵–۱ در بازی افتتاحیه خود، با رابین فن پرسی و آرین روبن هر کدام ۲ بار و استفان د فرای گلزنی کرد.

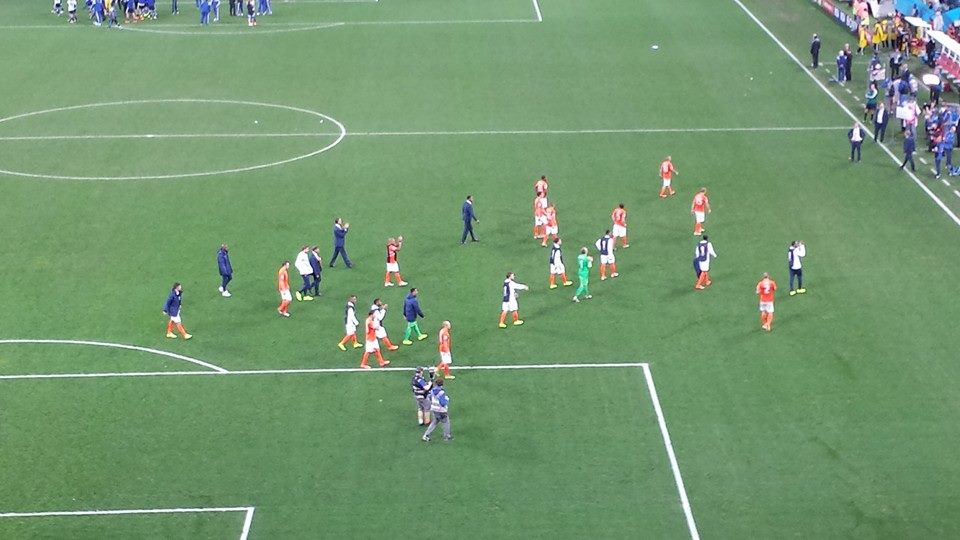
تیم هلند پس از شکست مقابل آرژانتین در جام جهانی ۲۰۱۴ از رفتن به فینال بازماند.

هلندی‌ها پس از رسیدن به صدر گروه B، مکزیک را با نتیجه ۲–۱ در دور یک‌هشتم شکست دادند، وسلی اسنایدر در اواخر مسابقه بازی را به تساوی کشاند و کلاس یان هونتلار پس از خطا روی آرین روبن در وقت‌های تلف شده، یک پنالتی بحث‌برانگیز به ثمر رساند. در مرحله یک چهارم نهایی، جایی که آنها مقابل کاستاریکا قرار گرفتند، هلندی‌ها شوت‌های زیادی به سمت دروازه داشتند اما نتوانستند گلزنی کنند. این دیدار پس از پایان وقت اضافه با تساوی ۰–۰ به پایان رسید. هلند در ضربات پنالتی ۴–۳ پیروز شد. این تا حد زیادی به خاطر تیم کرول دروازه‌بان ذخیره ای بود ک برای مهار ضربات پنالتی درست قبل از پایان وقت اضافه به زمین آمد و دو سیو انجام داد. این اولین بار در تاریخ جام جهانی بود که یک دروازه‌بان تنها برای شرکت در ضربات پنالتی به زمین آورده شد.
در نیمه نهایی مقابل آرژانتین، هلند فرصت خوبی برای گلزنی از آرین روبن داشت، در حالی که لیونل مسی را مهار می‌کرد و پس از وقت اضافه بدون گل باقی ماند. با این حال، در ضربات پنالتی، هلندی‌ها با نتیجه ۴–۲ حذف شدند و رون ولار و وسلی اسنایدر ضربات پنالتی خود را توسط سرخیو رومرو مهار کردند. هلند در بازی سوم مقابل برزیل میزبان پیروز شد. ون خال، که با موفقیت تیم را پس از حذف در نیمه نهایی انگیزه بخشید، به خاطر کسب امتیاز بیشتر از تیم جوان و بی تجربه هلند بیش از آنچه بسیاری انتظار داشتند، تحسین شد.

### افول و بهبودی: ۲۰۱۴–اکنون
گاس هیدینک به دنبال فان خال به عنوان سرمربی در مرحله مقدماتی جام ملت‌های اروپا ۲۰۱۶ رفت. در ۲۹ ژوئن ۲۰۱۵، هیدینک استعفا داد و دستیارش دنی بلیند جانشین او شد. هلند در گروه خود چهارم شد و برای اولین بار از سال ۱۹۸۴ نتوانست به مسابقات قهرمانی اروپا راه پیدا کند و برای اولین بار از جام جهانی ۲۰۰۲ یک تورنمنت بزرگ را از دست داد. فرم ضعیف تیم تا مرحله مقدماتی جام جهانی فوتبال ۲۰۱۸ (اروپا) ادامه یافت و در نهایت منجر به اخراج بلیند پس از شکست ۲–۰ مقابل بلغارستان در مارس ۲۰۱۷ شد. پس از بازگشت دیک ادووکات به عنوان مربی، هلند نتوانست به جام جهانی فوتبال ۲۰۱۸ راه یابد. در گروه A پس از فرانسه و سوئد سوم شد.
در فوریه ۲۰۱۸، رونالد کومان با قراردادی تا تابستان ۲۰۲۲ جایگزین ادووکات شد. هلند به لیگ A در لیگ ملت‌های اروپا ۱۹–۲۰۱۸ واجد شرایط شد، جایی که آنها پس از تساوی با آلمان در روز بازی آخر، به چهار مرحله نهایی راه یافتند و فرانسه را با رکوردهای رو در رو شکست دادند. تیم هلندی در نیمه نهایی لیگ ملت‌ها انگلستان را شکست داد، اما در فینال مقابل پرتغال ۱–۰ شکست خورد.
هلند پس از تساوی مقابل ایرلند شمالی در ۱۶ نوامبر ۲۰۱۹ به جام ملت‌های اروپا ۲۰۲۰ راه یافت، که دهمین حضور خود در جام ملت‌های اروپا را رقم زد. پس از احراز صلاحیت، رونالد کومان از این تیم استعفا داد و سرمربی بارسلونا شد و در نهایت فرانک دی بوئر جانشین او شد.
بدون سرمربیگری رونالد کومان، هلندی‌ها در فصل جدید لیگ ملت‌ها با مشکل مواجه شدند، جایی که به لهستان، بوسنی و هرزگوین و ایتالیا پیوستند. هلند پس از یک بازی دشوار که در آن لهستان در مقابل هلند بسیار تدافعی بازی کرد، در خانه با گل استیون برخواین پیروز شد. با این حال، همچنین در زمین خانگی، هلندی‌ها با همان امتیاز به ایتالیا سقوط کردند و موقعیت برتر خود را به ایتالیایی‌ها نیز از دست دادند. در نهایت، هلندی‌ها پیشرفت کردند و بردهای مهمی بر بوسنی در خانه و لهستان در خارج از خانه به دست آوردند، اما تساوی ناامیدکننده خارج از خانه مقابل بوسنی بسیار مهم بود. علیرغم نمایش قوی در آخرین بازی خود در گروه مقابل ایتالیا، بازی در برگامو یک تساوی دیگر را به همراه داشت. هلند در یک نقطه پیشرفت قرار داشت اما در نهایت نتوانست بلیت مرحله نهایی لیگ ملت‌های اروپا ۲۰۲۱ را بدست آورد.
در جام ملت‌های اروپا ۲۰۲۰، هلندی‌ها بازی‌های گروه خود را در خانه در ورزشگاه یوهان کرایف آرنا در آمستردام انجام دادند و اوکراین را ۳–۲، اتریش ۲–۰ و مقدونیه شمالی را ۳–۰ شکست دادند. با این حال، این مسابقات یک بار دیگر برای هلندی‌ها ناامید کننده به پایان رسید، زیرا آنها در مرحله یک‌هشتم نهایی خود در بوداپست، پس از کارت قرمز ماتیس دی لیخت، با نتیجه ۲–۰ توسط جمهوری چک شکست خوردند. دو روز بعد، دی بوئر سمت خود را ترک کرد. او با لوئیس فن خال جایگزین شد، که از بازنشستگی خارج شد تا برای سومین دوره مسئولیت تیم بازگردد.

## تصویر تیم

### کیت و تاج

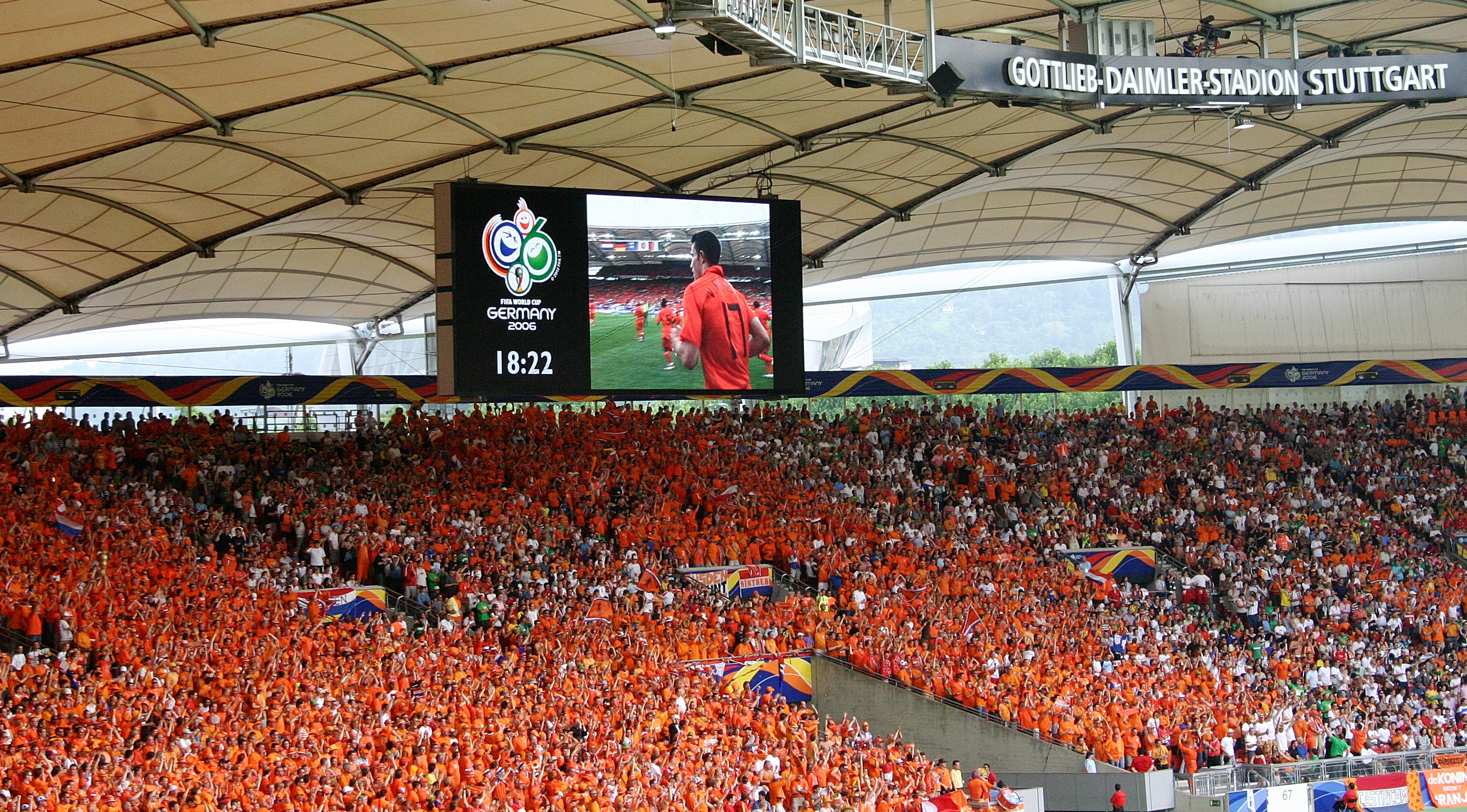
هواداران هلندی با پوشیدن رنگ‌های سنتی نارنجی در جام جهانی فوتبال ۲۰۰۶ در اشتوتگارت

تیم ملی فوتبال هلند با پیراهن‌های نارنجی روشن بازی می‌کند. نارنجی رنگ ملی تاریخی هلند است که از یکی از القاب متعدد رئیس دولت حاکم، شاهزاده اورانژ نشات گرفته‌است. پیراهن فعلی هلند خارج از خانه مشکی است. شیر روی تاج، حیوان ملی و سلطنتی هلند است و از سال ۱۹۰۷ زمانی که آنها ۳–۱ بر بلژیک پیروز شدند، روی نشان بوده‌است.
نایکی تهیه‌کننده کیت تیم ملی است، حمایتی که در سال ۱۹۹۶ آغاز شد و قرارداد آن حداقل تا سال ۲۰۲۶ ادامه دارد. قبل از آن تیم توسط آدیداس و لوتو اسپورت تأمین می‌شد.

### تأمین کنندگان کیت
| تأمین کنندگان | سال‌ها      | یادداشت‌ها |
| ------------- | ---------- | --------- |
| آمبرو         | ۱۹۶۶–۱۹۷۴  |           |
| آدیداس        | ۱۹۷۴–۱۹۹۰  |           |
| لوتو اسپورت   | ۱۹۹۱–۱۹۹۶  |           |
| نایکی         | ۱۹۹۶–اکنون |           |

### رقابت‌ها
رقیب دیرینه فوتبال هلند آلمان است که به دلیل اشغال هلند توسط آلمان در طول جنگ جهانی دوم ریشه در احساسات آلمان‌هراسی دارد. با شروع در سال ۱۹۷۴، زمانی که هلندی‌ها جام جهانی ۱۹۷۴ را در فینال به آلمان غربی باختند، رقابت بین این دو کشور به یکی از شناخته شده‌ترین رقابت‌ها در فوتبال بین‌المللی تبدیل شد.
تا حدی کمتر، هلند رقابت خود را با دیگر همسایه خود، بلژیک، حفظ می‌کند. بازی بلژیک – هلند به عنوان دربی کشورهای پایین شناخته می‌شود. آنها تا ماه مه ۲۰۱۸ در ۱۲۶ مسابقه بازی کرده‌اند که این دو به‌طور منظم بین سال‌های ۱۹۰۵ و ۱۹۶۴ با یکدیگر رقابت کرده‌اند. این به دلیل ظهور فوتبال نیمه حرفه ای کاهش یافته‌است.

### پوشش رسانه‌ای
مسابقات تیم ملی فوتبال هلند در تلویزیون اول هلند پخش می‌شود که شامل تمام بازی‌های دوستانه، لیگ ملت‌ها و مقدماتی جام جهانی می‌شود. جدیدترین قرارداد چهار ساله تا سال ۲۰۲۲ است.

## ورزشگاه خانگی

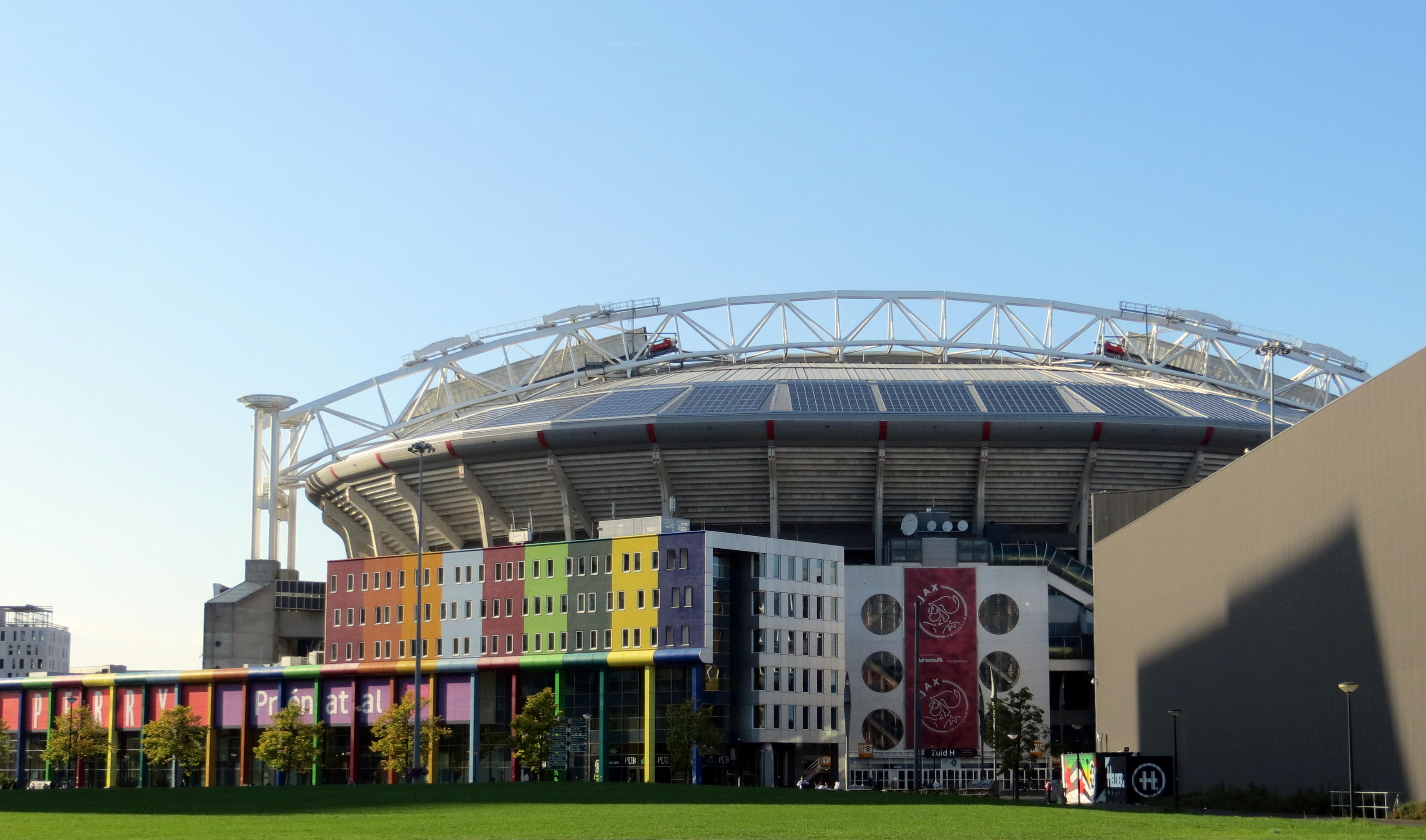
هلند بیشتر بازی‌های خود را در ورزشگاه یوهان کرایف آرنا برگزار می‌کند.

تیم ملی هلند استادیوم ملی ندارد اما بیشتر در ورزشگاه یوهان کرایف آرنا آمستردام بازی می‌کند. این میزبان اولین بازی بین‌المللی هلند در ۲۹ مارس ۱۹۹۷، با مسابقه مقدماتی جام جهانی ۱۹۹۸ در برابر سان مارینو بود که هلند با نتیجه ۴–۰ پیروز شد. تا سال ۲۰۱۸ که به یاد یوهان کرایف تغییر نام داد، قبل آمستردام آرنا نام داشت.
مکان‌های دیگری که میزبان مسابقات بین‌المللی هلند بوده‌اند عبارتند از ورزشگاه دکویپ در روتردام، ورزشگاه فیلیپس در آیندهوون و ورزشکاه دی گرولش وسته در انسخده.

## نتایج و مسابقات
فهرستی از نتایج مسابقات در ۱۲ ماه گذشته.
  برد
  مساوی
  باخت

### ۲۰۲۲
| ۲۵ نوامبر ۲۰۲۲ گروه A جام جهانی فوتبال ۲۰۲۲ | هلند          | ۱–۱   | اکوادور         | شهرداری الریان، Qatar                                                                          |
| ۱۹:۰۰ یوتی‌سی ۳:۰۰+ (یوتی‌سی ۳:۰۰+)           | کودی گاکپو ۶' | گزارش | انر والنسیا ۴۹' | ورزشگاه: ورزشگاه بین‌المللی خلیفه تماشاگران: ۴۴٬۸۳۳ داور: مصطفی غربال (فدراسیون فوتبال الجزایر) |

| ۲۹ نوامبر ۲۰۲۲ گروه A جام جهانی فوتبال ۲۰۲۲ | هلند                                 | ۲–۰   | قطر | شهرداری الخور، Qatar                                                                  |
| ۱۸:۰۰ یوتی‌سی ۳:۰۰+ (یوتی‌سی ۳:۰۰+)           | - کودی گاکپو ۲۶' - فرنکی دی یونگ ۴۹' | گزارش |     | ورزشگاه: ورزشگاه البیت تماشاگران: ۶۶٬۷۸۴ داور: باکاری گاساما (فدراسیون فوتبال گامبیا) |

| ۳ دسامبر ۲۰۲۲ مرحله حذفی جام جهانی فوتبال ۲۰۲۲ | هلند                                                   | ۳–۱   | ایالات متحده آمریکا | شهرداری الریان، Qatar                                                                           |
| ۱۸:۰۰ یوتی‌سی ۳:۰۰+ (یوتی‌سی ۳:۰۰+)              | - ممفیس دپای ۱۰' - دیلی بلیند ۴۵+۱' - دنزل دومفریس ۸۱' | گزارش | - حاجی رایت ۷۶'     | ورزشگاه: ورزشگاه بین‌المللی خلیفه تماشاگران: ۴۴٬۸۴۶ داور: ویلتون سامپایو (فدراسیون فوتبال برزیل) |

| ۹ دسامبر ۲۰۲۲ مرحله حذفی جام جهانی فوتبال ۲۰۲۲                                | هلند                       | ۲–۲ (و.ا.) (۳–۴ پنالتی)                                                       | آرژانتین                                     | لوسیل، Qatar                                                                                           |
| ۲۲:۰۰ یوتی‌سی ۳:۰۰+ (یوتی‌سی ۳:۰۰+)                                             | - واوت وخهورست ۸۳'، ۹۰+۱۱' | گزارش                                                                         | - ناهوئل مولینا ۳۵' - لیونل مسی ۷۳' (پنالتی) | ورزشگاه: ورزشگاه ملی لوسیل تماشاگران: ۸۸٬۲۳۵ داور: آنتونیو متئو لائوس (فدراسیون فوتبال سلطنتی اسپانیا) |
|                                                                               | ضربات پنالتی               |                                                                               |                                              | |
| - ویرجیل فن دایک - استیون برهایس - تئون کوپمینرس - واوت وخهورست - لوک دی یونگ |                            | - لیونل مسی - لئاندرو پاردس - گنزالو مونتیل - انزو فرناندز - لائوتارو مارتینز |                                              | |

### ۲۰۲۳
| ۲۴ مارس ۲۰۲۳ UEFA Euro 2024 qualifying | فرانسه                                                         | ۴–۰   | هلند | سن-دنی، سن-سن-دنی، France                                                                          |
| ۲۰:۴۵ زمان اروپای مرکزی (یوتی‌سی ۱:۰۰+) | - آنتوان گریزمن ۲' - دیو اوپامکانو ۸' - کیلیان امباپه ۲۱'، ۸۸' | گزارش |      | ورزشگاه: ورزشگاه استاد دو فرانس تماشاگران: ۷۷٬۳۲۸ داور: Maurizio Mariani (فدراسیون فوتبال ایتالیا) |

| ۲۷ مارس ۲۰۲۳ UEFA Euro 2024 qualifying | هلند                                  | ۳–۰   | جبل طارق | روتردام، Netherlands                                                                 |
| ۲۰:۴۵ زمان اروپای مرکزی (یوتی‌سی ۱:۰۰+) | - ممفیس دپای ۲۳' - ناتان آکه ۵۰'، ۸۲' | گزارش |          | ورزشگاه: ورزشگاه دکویپ تماشاگران: ۳۶٬۳۲۷ داور: Morten Krogh (اتحادیه فوتبال دانمارک) |

| ۱۴ ژوئن ۲۰۲۳ مرحله نهایی لیگ ملت‌های اروپا ۲۰۲۳  | هلند                             | ۲–۴ (و.ا.) | کرواسی                                                                                            | روتردام، Netherlands                                                                  |
| ۲۰:۴۵ ساعت تابستانی اروپای مرکزی (یوتی‌سی ۲:۰۰+) | - دونیل مالن ۳۴' - نوآ لنگ ۹۰+۶' | گزارش      | - آندری کراماریچ ۵۵' (پنالتی) - ماریو پاشالیچ ۷۲' - برونو پتکوویچ ۹۸' - لوکا مودریچ ۱۱۶' (پنالتی) | ورزشگاه: ورزشگاه دکویپ تماشاگران: ۳۹٬۳۵۹ داور: ایشتوان کوواچ (فدراسیون فوتبال رومانی) |

| ۱۸ ژوئن ۲۰۲۳ مرحله نهایی لیگ ملت‌های اروپا ۲۰۲۳  | هلند                                          | ۲–۳   | ایتالیا                                                     | انسخده، Netherlands                                                                     |
| ۱۵:۰۰ ساعت تابستانی اروپای مرکزی (یوتی‌سی ۲:۰۰+) | - استیون برخواین ۶۸' - جورجینیو واینالدوم ۹۰' | گزارش | - فدریکو دی مارکو ۶' - داویده فراتسی ۲۰' - فدریکو کیه‌زا ۷۲' | ورزشگاه: ورزشگاه د خولش وسته تماشاگران: ۲۱٬۲۹۲ داور: Glenn Nyberg (اتحادیه فوتبال سوئد) |

| ۷ سپتامبر ۲۰۲۳ UEFA Euro 2024 qualifying        | هلند                                                   | ۳–۰   | یونان | آیندهوون، Netherlands                                                                        |
| ۲۰:۴۵ ساعت تابستانی اروپای مرکزی (یوتی‌سی ۲:۰۰+) | - مارتن دی رون ۱۷' - کودی گاکپو ۳۱' - واوت وخهورست ۳۹' | گزارش |       | ورزشگاه: ورزشگاه فیلیپس تماشاگران: ۳۲٬۰۷۹ داور: مایکل الیور (داور) (اتحادیه فوتبال انگلستان) |

| ۱۰ سپتامبر ۲۰۲۳ UEFA Euro 2024 qualifying | جمهوری ایرلند           | ۱–۲   | هلند                                         | دوبلین، Republic of Ireland                                                                  |
| 19:45 IST (یوتی‌سی ۱:۰۰+)                  | - آدام آیدا ۴' (پنالتی) | گزارش | - کودی گاکپو ۱۹' (پنالتی) - واوت وخهورست ۵۶' | ورزشگاه: ورزشگاه آویوا تماشاگران: ۴۹٬۸۰۷ داور: Irfan Peljto (اتحادیه فوتبال بوسنی و هرزگوین) |

| ۱۳ اکتبر ۲۰۲۳ UEFA Euro 2024 qualifying         | هلند                     | ۱–۲   | فرانسه                  | آمستردام، Netherlands                                                                         |
| ۲۰:۴۵ ساعت تابستانی اروپای مرکزی (یوتی‌سی ۲:۰۰+) | - کوئیلیندشی هارتمان ۸۳' | گزارش | - کیلیان امباپه ۷'، ۵۳' | ورزشگاه: ورزشگاه یوهان کرایف آرنا تماشاگران: ۵۱٬۳۱۰ داور: فلیکس زوایر (فدراسیون فوتبال آلمان) |

| ۱۶ اکتبر ۲۰۲۳ UEFA Euro 2024 qualifying | یونان | ۰–۱   | هلند                            | نئافیلادلفیا، Greece                                                                                         |
| ۲۱:۴۵ یوتی‌سی ۳:۰۰+                      |       | گزارش | - ویرجیل فن دایک ۹۰+۳' (پنالتی) | ورزشگاه: ورزشگاه ایا صوفیه تماشاگران: ۲۴٬۹۶۷ داور: الخاندرو هرناندز هرناندز (فدراسیون فوتبال سلطنتی اسپانیا) |

| ۱۸ نوامبر ۲۰۲۳ UEFA Euro 2024 qualifying | هلند               | ۱–۰   | جمهوری ایرلند | آمستردام، Netherlands                                                                              |
| ۲۰:۴۵ زمان اروپای مرکزی (یوتی‌سی ۱:۰۰+)   | - واوت وخهورست ۱۲' | گزارش |               | ورزشگاه: ورزشگاه یوهان کرایف آرنا تماشاگران: ۵۱٬۸۱۱ داور: Marco Di Bello (فدراسیون فوتبال ایتالیا) |

| ۲۱ نوامبر ۲۰۲۳ UEFA Euro 2024 qualifying | جبل طارق | ۰–۶   | هلند                                                                             | فارو (پرتغال)/لوله (شهر), Portugal                                                     |
| ۲۰:۴۵ زمان اروپای مرکزی (یوتی‌سی ۱:۰۰+)   |          | گزارش | - کالوین استنج ۱۰'، ۵۰'، ۶۲' - متس ویفر ۲۳' - تئون کوپمینرس ۳۸' - کودی گاکپو ۸۱' | ورزشگاه: ورزشگاه الگاروه تماشاگران: ۲٬۲۸۰ داور: Arda Kardeşler (فدراسیون فوتبال ترکیه) |

## کادر مربیگری
| موقعیت | نام          |
| ------ | ------------ |
| سرمربی | رونالد کومان |
| دستیار | اروین کومان  |

### سرمربی کنونی
- رونالد کومان ۲۰۲۳–اکنون

### سرمربیان سابق
- سیس فان هاسلت ۱۹۰۵–۱۹۰۸
- ادگار چادویک ۱۹۰۸–۱۹۱۳
- بیلی هانتر ۱۹۱۴
- جک رینولدز ۱۹۱۹
- فرد واربرتون ۱۹۱۹–۱۹۲۳
- باب گلندنینگ ۱۹۲۳, ۱۹۲۵–۱۹۴۰
- ویلیام تاونلی ۱۹۲۴
- جان بولینگتان ۱۹۲۴
- کارل کوفرمان ۱۹۴۶, ۱۹۴۹, ۱۹۵۴–۱۹۵۵
- جسی کارور ۱۹۴۷–۱۹۴۸
- تام اسنیدون ۱۹۴۸
- یاپ فان در لک ۱۹۴۹–۱۹۵۴
- فریدریش دونفلد ۱۹۵۵, ۱۹۵۶–۱۹۵۷
- مکس مرکل ۱۹۵۵–۱۹۵۶
- هاینریش مولر ۱۹۵۶
- جرج هاردویک ۱۹۵۷
- الک شوارتز ۱۹۵۷–۱۹۶۴
- دنی نویل ۱۹۶۴–۱۹۶۶
- جورج کسلر ۱۹۶۶–۱۹۷۰
- فرانتسیک فدران ۱۹۷۰–۱۹۷۴
- رینوس میشل ۱۹۷۴–۱۹۹۲[B]
- جورج نوبل ۱۹۷۴–۱۹۷۶
- یان زوارتکریوس ۱۹۷۶–۱۹۷۷, ۱۹۷۸–۱۹۸۱
- ارنست هاپل ۱۹۷۷–۱۹۷۸
- کیس ریجورس ۱۹۸۱–۱۹۸۴
- لیو بنهاکر ۱۹۸۵–۱۹۸۶, ۱۹۹۰
- جیس لیبرگتس ۱۹۸۸–۱۹۹۰
- نول ده رویتر ۱۹۹۰
- دیک ادووکات ۱۹۹۲–۱۹۹۴, ۲۰۰۲–۲۰۰۴, ۲۰۱۷
- گاس هیدینک ۱۹۹۴–۱۹۹۸, ۲۰۱۴–۲۰۱۵
- فرانک ریکارد ۱۹۹۸–۲۰۰۰
- لوئی فان خال ۲۰۰۰–۲۰۰۲, ۲۰۱۲–۲۰۱۴, ۲۰۲۱–
- مارکو فان باستن ۲۰۰۴–۲۰۰۸
- برت فان مارویک ۲۰۰۸–۲۰۱۲
- دنی بلیند ۲۰۱۵–۲۰۱۷
- فرد خریم ۲۰۱۷
- رونالد کومان ۲۰۱۸–۲۰۲۰
- فرانک دی بوئر ۲۰۲۰–۲۰۲۱
- لوئی فان خال ۲۰۲۱–۲۰۲۲

## بازیکنان

### ترکیب کنونی
بازیکنان زیر بخشی از ترکیب تیم ملی هلند برای جام جهانی فوتبال ۲۰۲۲ بودند.
- آمار بازی‌ها و گل‌های ملی به‌روز شده تا پس از دیدار مقابل  آرژانتین در تاریخ ۹ دسامبر ۲۰۲۲[۱۰۴]

| ش. | پست       | بازیکن                               | ت‌ت (سن)                 | بازی | گل | باشگاه                        |
| -- | --------- | ------------------------------------ | ----------------------- | ---- | -- | ----------------------------- |
| 1  | دروازه‌بان | رمکو یاسور                           | ۸ نوامبر ۱۹۸۳ ‏(۴۱ سال)  | 2    | 0  | باشگاه فوتبال آژاکس آمستردام  |
| 13 | دروازه‌بان | جاستین بیلو                          | ۲۲ ژانویهٔ ۱۹۹۸ ‏(۲۷ سال) | 6    | 0  | باشگاه فوتبال فاینورد         |
| 23 | دروازه‌بان | آندریس نوپرت                         | ۷ آوریل ۱۹۹۴ ‏(۳۱ سال)   | 5    | 0  | باشگاه فوتبال هیرنفین         |
|    |           |                                      |                         |      |    |                               |
| 2  | مدافع     | یورین تیمبر                          | ۱۷ ژوئن ۲۰۰۱ ‏(۲۴ سال)   | 14   | 0  | باشگاه فوتبال آژاکس آمستردام  |
| 3  | مدافع     | ماتیس دی لیخت                        | ۱۲ اوت ۱۹۹۹ ‏(۲۵ سال)    | 40   | 2  | باشگاه فوتبال بایرن مونیخ     |
| 4  | مدافع     | ویرجیل فن دایک (کاپیتان)             | ۸ ژوئیهٔ ۱۹۹۱ ‏(۳۴ سال)   | 54   | 6  | باشگاه فوتبال لیورپول         |
| 5  | مدافع     | ناتان آکه                            | ۱۸ فوریهٔ ۱۹۹۵ ‏(۳۰ سال)  | 34   | 3  | باشگاه فوتبال منچستر سیتی     |
| 6  | مدافع     | استفان د فرای                        | ۵ فوریهٔ ۱۹۹۲ ‏(۳۳ سال)   | 59   | 3  | باشگاه فوتبال اینتر میلان     |
| 16 | مدافع     | تایرل مالاسیا                        | ۱۷ اوت ۱۹۹۹ ‏(۲۵ سال)    | 6    | 0  | باشگاه فوتبال منچستر یونایتد  |
| 17 | مدافع     | دیلی بلیند                           | ۹ مارس ۱۹۹۰ ‏(۳۵ سال)    | 99   | 3  | باشگاه فوتبال بایرن مونیخ     |
| 22 | مدافع     | دنزل دومفریس                         | ۱۸ آوریل ۱۹۹۶ ‏(۲۹ سال)  | 42   | 6  | باشگاه فوتبال اینتر میلان     |
| 26 | مدافع     | جرمی فریمپانگ                        | ۱۰ دسامبر ۲۰۰۰ ‏(۲۴ سال) | 0    | 0  | باشگاه فوتبال بایر ۰۴ لورکوزن |
|    |           |                                      |                         |      |    |                               |
| 11 | هافبک     | استیون برهایس                        | ۱۹ دسامبر ۱۹۹۱ ‏(۳۳ سال) | 43   | 2  | باشگاه فوتبال آژاکس آمستردام  |
| 14 | هافبک     | دیوی کلاسن                           | ۲۱ فوریهٔ ۱۹۹۳ ‏(۳۲ سال)  | 39   | 10 | باشگاه فوتبال آژاکس آمستردام  |
| 15 | هافبک     | مارتن دی رون                         | ۲۹ مارس ۱۹۹۱ ‏(۳۴ سال)   | 35   | 0  | باشگاه فوتبال آتالانتا        |
| 20 | هافبک     | تئون کوپمینرس                        | ۲۸ فوریهٔ ۱۹۹۸ ‏(۲۷ سال)  | 15   | 1  | باشگاه فوتبال آتالانتا        |
| 21 | هافبک     | فرنکی دی یونگ                        | ۱۲ مهٔ ۱۹۹۷ ‏(۲۸ سال)     | 50   | 2  | باشگاه فوتبال بارسلونا        |
| 24 | هافبک     | کنت تیلور (بازیکن فوتبال، زاده ۲۰۰۲) | ۱۶ مهٔ ۲۰۰۲ ‏(۲۳ سال)     | 3    | 0  | باشگاه فوتبال آژاکس آمستردام  |
| 25 | هافبک     | خاوی سیمونز                          | ۲۱ آوریل ۲۰۰۳ ‏(۲۲ سال)  | 1    | 0  | باشگاه ورزشی پی‌اس‌وی آیندهوون  |
|    |           |                                      |                         |      |    |                               |
| 7  | مهاجم     | استیون برخواین                       | ۸ اکتبر ۱۹۹۷ ‏(۲۷ سال)   | 28   | 7  | باشگاه فوتبال آژاکس آمستردام  |
| 8  | مهاجم     | کودی گاکپو                           | ۷ مهٔ ۱۹۹۹ ‏(۲۶ سال)      | 14   | 6  | باشگاه فوتبال لیورپول         |
| 10 | مهاجم     | ممفیس دپای                           | ۱۳ فوریهٔ ۱۹۹۴ ‏(۳۱ سال)  | 86   | 43 | باشگاه فوتبال اتلتیکو مادرید  |
| 12 | مهاجم     | نوآ لنگ                              | ۱۷ ژوئن ۱۹۹۹ ‏(۲۶ سال)   | 6    | 1  | باشگاه فوتبال کلوب بروژ       |
| 18 | مهاجم     | وینسنت یانسن                         | ۱۵ ژوئن ۱۹۹۴ ‏(۳۱ سال)   | 22   | 7  | باشگاه فوتبال رویال آنتورپ    |
| 19 | مهاجم     | واوت وگهورست                         | ۷ اوت ۱۹۹۲ ‏(۳۲ سال)     | 19   | 5  | باشگاه فوتبال منچستر یونایتد  |

## رکوردهای فردی
تا تاریخ ۲۷ مارس ۲۰۲۳
بازیکنان با متن پررنگ هنوز بازی می‌کنند.

### بیشترین بازی ملی

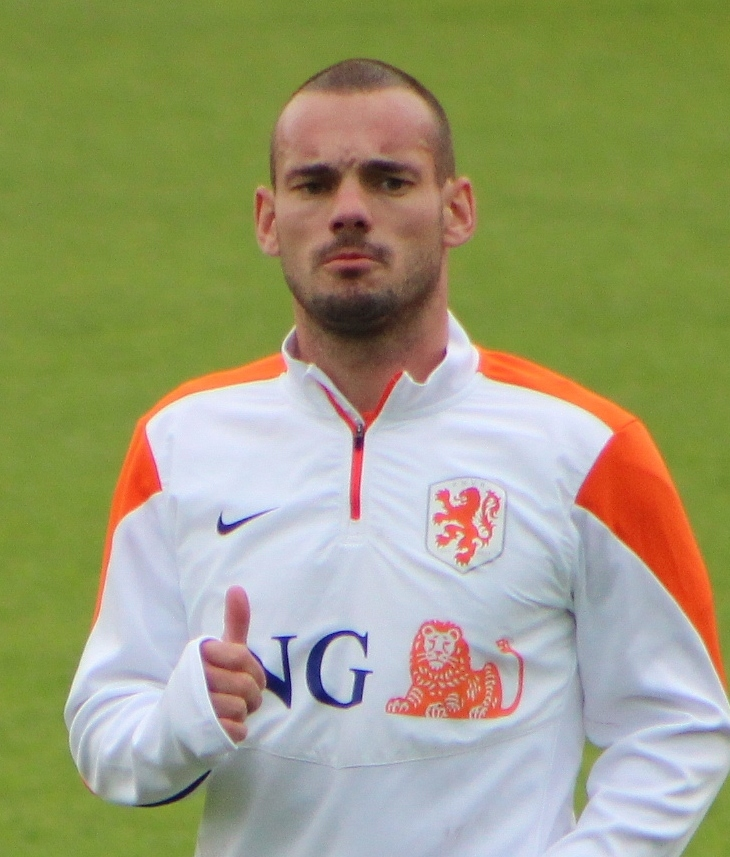
وسلی اسنایدر

| رتبه | بازیکن               | بازی | گل | سال‌های فعالیت |
| ---- | -------------------- | ---- | -- | ------------- |
| ۱    | وسلی اسنایدر         | ۱۳۴  | ۳۱ | ۲۰۰۳–۲۰۱۸     |
| ۲    | ادوین فن در سار      | ۱۳۰  | ۰  | ۱۹۹۵–۲۰۰۸     |
| ۳    | فرانک دی بوئر        | ۱۱۲  | ۱۳ | ۱۹۹۰–۲۰۰۴     |
| ۴    | رافائل فن در فارت    | ۱۰۹  | ۲۵ | ۲۰۰۱–۲۰۱۳     |
| ۵    | جووانی فن برونکهورست | ۱۰۶  | ۶  | ۱۹۹۶–۲۰۱۰     |
| ۶    | درک کویت             | ۱۰۴  | ۲۴ | ۲۰۰۴–۲۰۱۴     |
| ۷    | رابین فن پرسی        | ۱۰۲  | ۵۰ | ۲۰۰۵–۲۰۱۷     |
| ۸    | فیلیپ کوکو           | ۱۰۱  | ۱۰ | ۱۹۹۶–۲۰۰۶     |
| ۸    | دیلی بلیند           | ۱۰۱  | ۳  | ۲۰۱۳–اکنون    |
| ۱۰   | آرین روبن            | ۹۶   | ۳۷ | ۲۰۰۳–۲۰۱۷     |

### بیشترین گل ملی

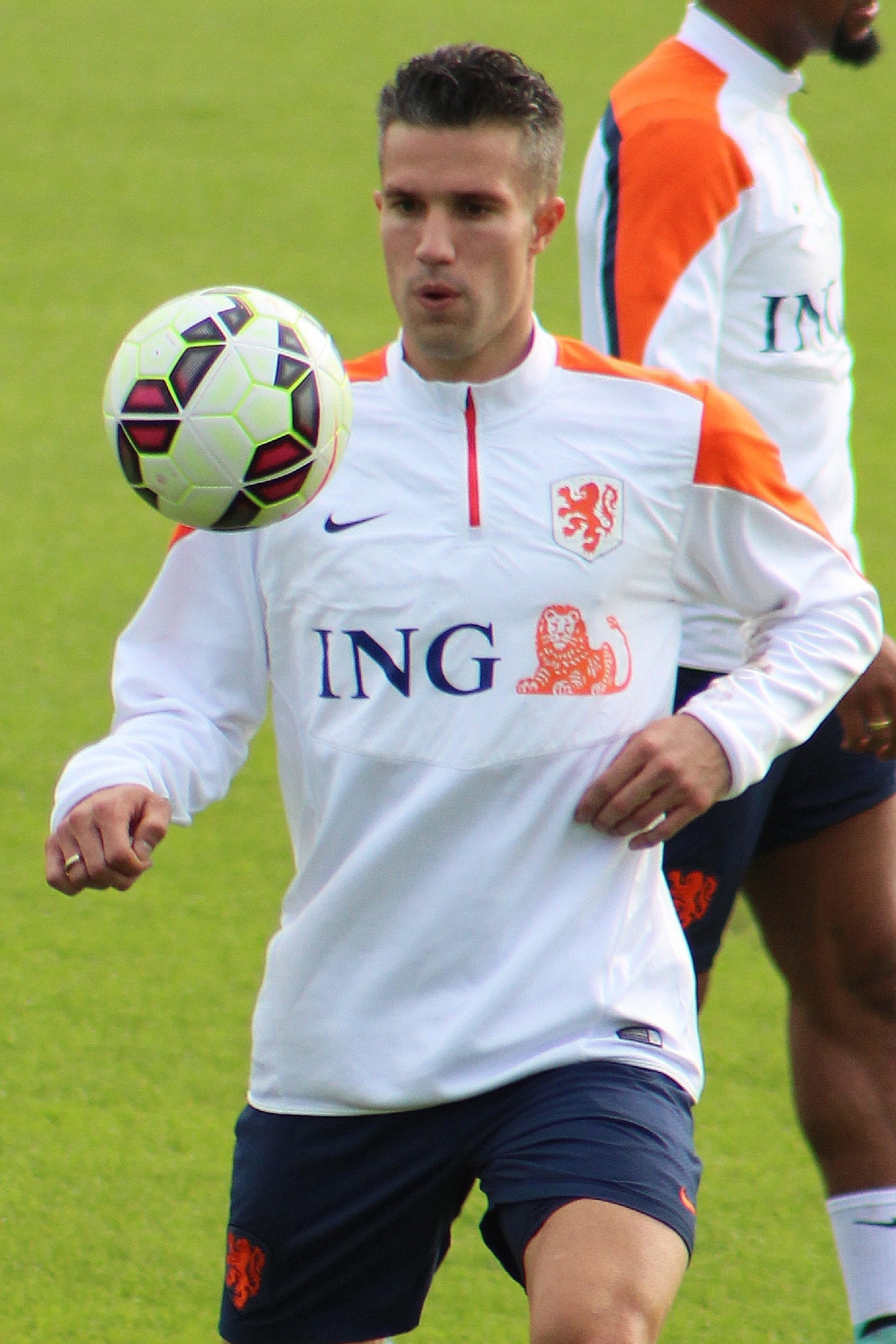
رابین فن پرسی

| رتبه | بازیکن           | گل | بازی | مقیاس نسبی | سال‌های فعالیت |
| ---- | ---------------- | -- | ---- | ---------- | ------------- |
| ۱    | رابین فن پرسی    | ۵۰ | ۱۰۲  | ۰٫۴۹       | ۲۰۰۵–۲۰۱۷     |
| ۲    | ممفیس دپای       | ۴۴ | ۸۸   | ۰٫۵        | ۲۰۱۳–اکنون    |
| ۳    | کلاس یان هونتلار | ۴۲ | ۷۶   | ۰٫۵۵       | ۲۰۰۶–۲۰۱۷     |
| ۴    | پاتریک کلایورت   | ۴۰ | ۷۹   | ۰٫۵۱       | ۱۹۹۴–۲۰۰۴     |
| ۵    | دنیس برکمپ       | ۳۷ | ۷۹   | ۰٫۴۷       | ۱۹۹۰–۲۰۰۰     |
| ۵    | آرین روبن        | ۳۷ | ۹۶   | ۰٫۳۹       | ۲۰۰۳–۲۰۱۷     |
| ۷    | فاس ویلکس        | ۳۵ | ۳۸   | ۰٫۹۲       | ۱۹۴۶–۱۹۶۱     |
| ۷    | رود فن نیستلروی  | ۳۵ | ۷۰   | ۰٫۵        | ۱۹۹۸–۲۰۱۱     |
| ۹    | ابه لنسترا       | ۳۳ | ۴۷   | ۰٫۷        | ۱۹۴۰–۱۹۵۹     |
| ۹    | یوهان کرایف      | ۳۳ | ۴۸   | ۰٫۶۹       | ۱۹۶۶–۱۹۷۷     |

## رکوردهای تیم
- بهترین برد
  - هلند ۱۱ – ۰  سان مارینو (آیندهوون، هلند؛ ۲ سپتامبر ۲۰۱۱)
- بدترین باخت
  - آماتورهای انگلستان  ۱۲ – ۲ هلند (دارلینگتون، انگلستان; ۲۱ دسامبر ۱۹۰۷)

## آمار تیم
| بررسی اجمالی            | بررسی اجمالی | بررسی اجمالی | بررسی اجمالی | بررسی اجمالی |
| رقابت                   | قهرمانی      | نایب قهرمانی | جایگاه سوم   | جایگاه چهارم |
| ----------------------- | ------------ | ------------ | ------------ | ------------ |
| جام جهانی فوتبال        | ۰            | ۳            | ۱            | ۱            |
| جام ملت‌های اروپا        | ۱            | ۰            | ۴            | ۰            |
| بازی‌های المپیک تابستانی | ۰            | ۰            | ۳            | ۱            |
| لیگ ملت‌های اروپا        | ۰            | ۱            | ۰            | ۰            |
| مجموع                   | ۱            | ۴            | ۸            | ۲            |

## افتخارات

### رسمی
- جام جهانی فوتبال
  -  نایب قهرمانی (۳): ۱۹۷۴، ۱۹۷۸، ۲۰۱۰
  -  جایگاه سوم (۱): ۲۰۱۴

- جام ملت‌های اروپا
  -  قهرمانی (۱): ۱۹۸۸
  -  جایگاه سوم (۴): ۱۹۷۶، ۱۹۹۲، ۲۰۰۰، ۲۰۰۴

- لیگ ملت‌های اروپا
  -  نایب قهرمانی (۱): ۲۰۱۹

- بازی‌های المپیک تابستانی
  -  مدال برنز (۳): ۱۹۰۸، ۱۹۱۲، ۱۹۲۰